# گویس
گویس (به فرانسوی: Gouise) یک کمون (فرانسه) در فرانسه است که در canton of Neuilly-le-Réal واقع شده‌است. گویس ۲۳٫۱۲ کیلومتر مربع مساحت دارد ۲۴۷ متر بالاتر از سطح دریا واقع شده‌است.